# ノーラン・チャート

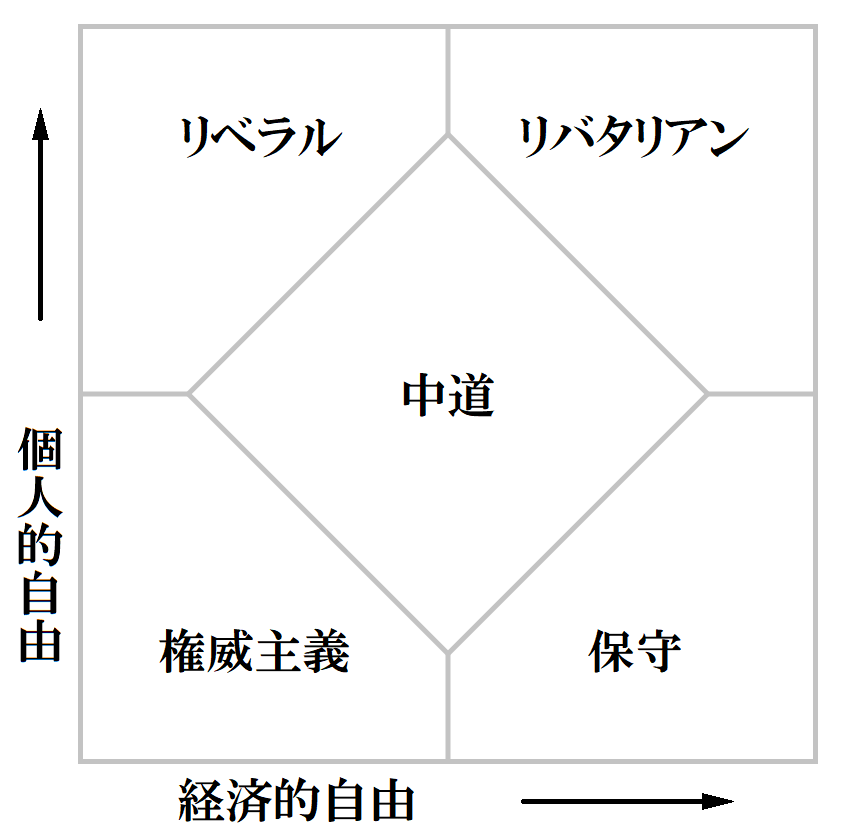
近年の日本においては、左上はリベラル・左下はファシズム・右上は新自由主義・右下は保守などとも呼ばれる。

ノーラン・チャート（英語: Nolan Chart）とは、アメリカのリバタリアン党の創設者でも有名なデイヴィッド・ノーランによって広められた政治思想の概念図である。ノーランはリバタリアニズムを経済的自由と個人的自由の両方を支持するものとして定義し、彼によれば、個人的自由のみを擁護する左翼－リベラルと、経済的自由のみを擁護する右翼－保守とを対比させることにより図式化した。
ノーラン・チャートには、右翼と左翼という伝統的な政治分類とは異なり、経済的自由を表すX軸と個人的自由を表すY軸とがある。ノーランは左下の領域に位置する政治哲学をポピュリズムと呼んだが、多くの人々は代わりに権威主義あるいは全体主義と呼んだ。